# Hans Koopman
Hans Koopman (Heino, 28 de abril de 1959) es un expiloto de motociclismo holandés, que compitió en el Campeonato del Mundo de Motociclismo desde 1983 hasta 1999. También fue campeón del Campeonato Holandés de velocidad de 125cc en 1998 así como tercero en la cilindrada de 50cc del Campeonato Europeo de 1988.

## Campeonato del Mundo de Motociclismo
Sistema de puntuación desde 1969 a 1987:
| Posición | 1  | 2  | 3  | 4 | 5 | 6 | 7 | 8 | 9 | 10 |
| Puntos   | 15 | 12 | 10 | 8 | 6 | 5 | 4 | 3 | 2 | 1  |

Sistema de puntuación de 1988 a 1992:
| Posición | 1  | 2  | 3  | 4  | 5  | 6  | 7 | 8 | 9 | 10 | 11 | 12 | 13 | 14 | 15 |
| Puntos   | 20 | 17 | 15 | 13 | 11 | 10 | 9 | 8 | 7 | 6  | 5  | 4  | 3  | 2  | 1  |

| Año  | Cat.  | Moto     | 1     | 2       | 3       | 4      | 5       | 6       | 7       | 8       | 9       | 10     | 11     | 12      | 13     | 14      | 15    | 16    | Pts. | Pos. |
| ---- | ----- | -------- | ----- | ------- | ------- | ------ | ------- | ------- | ------- | ------- | ------- | ------ | ------ | ------- | ------ | ------- | ----- | ----- | ---- | ---- |
| 1983 | 50cc  | Kreidler |       | FRA 9   | NAT Ret | GER 15 | ESP -   |         | YUG -   | NED Ret |         |        |        | RSM Ret |        |         |       |       | 2    | 22.º |
| 1984 | 80cc  | Kreidler |       | NAT 15  | ESP -   | AUT 19 | GER -   |         | YUG 12  | NED 12  | BEL -   |        |        | RSM Ret |        |         |       |       | 0    | -    |
| 1985 | 80cc  | Ziegler  |       | ESP Ret | GER 15  | NAT 24 |         | YUG 24  | NED Ret |         | FRA Ret |        |        | RSM -   |        |         |       |       | 0    | -    |
| 1986 | 80cc  | Ziegler  | ESP - | NAT -   | GER 19  | AUT -  | YUG -   | NED 19  |         |         | GBR -   | SWE -  |        | BDM DNQ |        |         |       |       | 0    | -    |
| 1987 | 80cc  | Ziegler  |       | ESP -   | GER DNQ | NAT -  | AUT 25  | YUG -   | NED -   |         | GBR -   |        | CZE -  | RSM -   | POR -  |         |       |       | 0    | -    |
| 1988 | 80cc  | Ziegler  |       |         | ESP -   | EXP -  | NAT 20  | GER 9   |         | NED 13  |         | YUG 22 |        |         |        | CZE Ret |       |       | 10   | 19.º |
| 1989 | 80cc  | Ziegler  |       |         |         | ESP 12 | NAT 12  | GER 14  |         | YUG 9   | NED 7   |        |        |         |        | CZE Ret |       |       | 26   | 13.º |
| 1989 | 250cc | Honda    | JPN - | AUS -   | USA -   | ESP -  | NAT DNS | GER Ret | AUT -   | YUG -   | NED 7   | BEL -  | FRA -  | GBR -   | SWE -  | CZE -   | BRA - |       | 0    | -    |
| 1990 | 125cc | Honda    | JPN - |         | ESP 21  | NAT 18 | GER 16  | AUT 29  | YUG 18  | NED 16  | BEL 14  | FRA 17 | GBR 25 | SWE 25  | CZE 19 | HUN 11  | AUS - |       | 7    | 29.º |
| 1991 | 125cc | Honda    | JPN - | AUS -   | USA -   | ESP -  | ITA -   | GER 25  | AUT -   | EUR -   | NED -   | FRA -  | GBR -  | RSM 29  | CZE 22 | VDM -   | MAL - |       | 0    | -    |
| 1992 | 125cc | Honda    |       | AUS -   | MAL -   | SPA -  | ITA -   | EUR -   | GER -   | NED 18  | HUN -   | FRA -  | GBR -  | BRA -   | RSA -  |         |       |       | 0    | -    |
| 1997 | 125cc | Honda    | MAL - | JAP -   | ESP -   | ITA -  | AUT -   | FRA -   | NED 19  | IMO -   | ALE -   | RIO -  | GBR -  | CZE -   | CAT -  | IDN -   | AUS - |       | 0    | -    |
| 1998 | 125cc | Honda    | JAP - | MAL -   | ESP -   | ITA -  | FRA -   | MAD -   | NED 22  | GBR -   | ALE -   | CZE -  | IMO -  | CAT -   | AUS -  | ARG -   |       |       | 0    | -    |
| 1999 | 125cc | Honda    | MAL - | JAP -   | ESP -   | FRA -  | ITA -   | CAT -   | NED 19  | GBR -   | ALE -   | CZE -  | IMO -  | VAL -   | AUS -  | RSA -   | RIO - | ARG - | 0    | -    |

| Color     | Resultado                                                               |
| --------- | ----------------------------------------------------------------------- |
| Oro       | Ganador                                                                 |
| Plata     | 2.ª plaza                                                               |
| Bronce    | 3.ª plaza                                                               |
| Verde     | Finalizó en los puntos                                                  |
| Azul      | Finalizó sin puntos                                                     |
| Azul      | NC - No clasificado                                                     |
| Violeta   | Ret - No terminó (Carrera)                                              |
| Rojo      | DNQ - No se clasificó                                                   |
| Negro     | DSQ - Descalificado                                                     |
| Blanco    | DNS - No empezó (carrera)                                               |
| Blanco    | WD - Retirado (fin de semana)                                           |
| Blanco    | C - Carrera cancelada                                                   |
| Sin color | DNP - Inscrito pero no participó                                        |
| Sin color | INJ - Lesionado                                                         |
| Sin color | EX - Excluido                                                           |
| Estado    | Resultado                                                               |
| Negrita   | Pole position                                                           |
| Cursiva   | Vuelta rápida                                                           |
| †         | Abandona, pero clasifica al completar el porcentaje requerido para ello |